# Korte
Korte – wieś w Słowenii, w gminie Izola. W 2018 roku liczyła 824 mieszkańców.